# 1990 w nauce

## Astronomia
- 24 kwietnia – Kosmiczny Teleskop Hubble’a został wyniesiony na orbitę okołoziemską.
- Sidney van den Bergh – Nagroda Henry Norris Russell Lectureship przyznawana przez American Astronomical Society.
- Richard McCray – Nagroda Dannie Heineman Prize for Astrophysics przyznawana przez American Astronomical Society.
- Amerykańska sonda kosmiczna Magellan wykonała zdjęcia powierzchni Wenus. Sonda rozpoczęła swoją pracę 10 sierpnia 1990 roku, a 16 sierpnia na 15 godzin łączność z sondą została przerwana. Sonda sfotografowała powierzchnię Wenus i na podstawie tych zdjęć odkryto, iż powierzchnia planety jest pokryta lawą[1].

## Nagrody Nobla
- Fizyka – Jerome Isaac Friedman, Henry Kendall, Richard E. Taylor
- Chemia – Elias James Corey
- Medycyna – Joseph Murray, E. Donnall Thomas